# Indigofera monbeigii
Indigofera monbeigii är en ärtväxtart som beskrevs av William Grant Craib. Indigofera monbeigii ingår i släktet indigosläktet, och familjen ärtväxter. Inga underarter finns listade i Catalogue of Life.